# Wrzosówka (województwo mazowieckie)
Wrzosówka – wieś sołecka w Polsce położona w województwie mazowieckim, w powiecie nowodworskim, w gminie Czosnów.
Do 19 lipca 1924 wieś Wrzosówka nosiła nazwę: Mikołajówka (gmina Cząstków, powiat warszawski). W latach 1975–1998 miejscowość należała administracyjnie do województwa warszawskiego.